# عملية (رياضيات)
العملية في علوم الرياضيات والمنطق (بالإنجليزية: Operation)‏،هي أفعال أو خطوات تنتج عنها قيم جديدة من قيمة بدائية واحدة أو أكثر، على أن لا تستخدم هذه العمليات عددا لا نهائيا من المرات.
وهنالك نوعان للعمليات كالآتي:
- عمليات أحادية، وهي تتم على قيمة واحدة مثل النفي، أو التوابع المثلثية.
- عمليات ثنائية، تتم على قيمتين أثنتين وهي تضم عمليات الجمع، والطرح، والضرب، والقسمة واستخراج الجذور والرفع إلى القوى.

ومن الممكن أن تتم العمليات على عناصر رياضية غير الأعداد، مثل القيم المنطقية صحيح وخاطئ وكذلك من الممكن إجراء عمليات أو، و، النفي عليها.
وكذلك المتجهات فمن الممكن أن يجرى عليها عمليات الجمع، والطرح، أو الدمج، والدوران أو النقل.
أو المجموعات التي من الممكن أن يجرى عليها عمليات الاجتماع، والتقاطع والعمليات الأحادية مثل المجموعة المكملة.